# Бориславиці-Замкові
Бориславиці-Замкові (пол. Borysławice Zamkowe) — село в Польщі, у гміні Ґжеґожев Кольського повіту Великопольського воєводства.
Населення — 272 особи (2011).
У 1975-1998 роках село належало до Конінського воєводства.

## Демографія
Демографічна структура станом на 31 березня 2011 року:
|          | Загалом | Допрацездатний вік | Працездатний вік | Постпрацездатний вік |
| -------- | ------- | ------------------ | ---------------- | -------------------- |
| Чоловіки | 138     | 34                 | 88               | 16                   |
| Жінки    | 134     | 30                 | 77               | 27                   |
| Разом    | 272     | 64                 | 165              | 43                   |